# شوليه
شوليه هي بلدية في فرنسا، ومدينة، تقع في ماين ولوار، هي عاصمة كانتون شوليه-3 ‏، ودائرة شوليه، وكانتون شوليه-1 ‏، وكانتون شوليه-2 ‏، بلغ عدد سكانها 53,890 نسمة وذلك حسب إحصائيات سنة 2013، تبلغ مساحتها 87.47 كيلومتر مربع، رمزها البريدي هو 49300.

## الموقع
تشترك في الحدود مع:
- Maulévrier [الإنجليزية]‏
- La Séguinière [الإنجليزية]‏
- La Tessoualle [الإنجليزية]‏
- Trémentines [الإنجليزية]‏
- موليون [الإنجليزية]‏
- Saint-Léger-sous-Cholet [الإنجليزية]‏
- Nuaillé [الإنجليزية]‏
- Saint-Christophe-du-Bois [الإنجليزية]‏
- Le May-sur-Èvre [الإنجليزية]‏
- Mazières-en-Mauges [الإنجليزية]‏
- Mortagne-sur-Sèvre [الإنجليزية]‏.

## مدن توأم
المدن التوأم:
- Dorohoi [الإنجليزية]‏
- أولدنبورغ (منذ 1985)
- دينايا
- سوليهل
- Araya, Venezuela [الإنجليزية]‏.

## أعلام
- إلياس حساني
- سيمون بوبلين
- هارولد يوري